# Michele Scartezzini
Michele Scartezzini, né le 10 janvier 1992 à Isola della Scala, est un coureur cycliste italien. Il est notamment champion d'Europe de poursuite par équipes en 2018.

## Palmarès sur route

### Par années
- 2009
  - 3e du Giro della Lunigiana
- 2012
  - Mémorial Morgan Capretta
  - 3e de la Coppa Ardigò
  - 3e de la Coppa Comune di Livraga
- 2013
  - Gran Premio Sportivi Poggio alla Cavalla
  - Trofeo Banca Popolare Piva
  - 2e du Mémorial Morgan Capretta
  - 3e du Trofeo Menci Spa

### Classements mondiaux
| Année           | 2012 | 2013 | 2014 | 2015 | 2016   |
| --------------- | ---- | ---- | ---- | ---- | ------ |
| UCI Asia Tour   |      |      | 274e |      |        |
| UCI Europe Tour | 704e | 274e | 776e | 691e | 1 241e |

## Palmarès sur piste

### Jeux olympiques
- Rio de Janeiro 2016
  - 6e de la poursuite par équipes

### Championnats du monde
| Édition / Épreuve | Poursuite individuelle | Poursuite par équipes | Course aux points | Américaine | Scratch |
| Apeldoorn 2011    |                        | 15e                   |                   |            |         |
| Minsk 2013        |                        | 9e                    |                   |            |         |
| Manchester 2016   |                        | 4e                    |                   |            |         |
| Hong Kong 2017    |                        | Bronze                | 15e               |            |         |
| Apeldoorn 2018    | 15e                    |                       |                   |            | Argent  |
| Pruszków 2019     |                        |                       |                   | 9e         | 10e     |
| Berlin 2020       |                        | Bronze                | 9e                |            |         |
| Roubaix 2021      |                        |                       |                   | Argent     |         |
| Glasgow 2023      |                        |                       |                   |            | 14e     |

### Coupe du monde
- 2012-2013
  - 3e de la poursuite par équipes à Aguascalientes
- 2017-2018
  - 2e de l'américaine à Santiago
- 2018-2019
  - 3e de la poursuite par équipes à Saint-Quentin-en-Yvelines
- 2019-2020
  - 2e de la poursuite par équipes à Glasgow
  - 3e de l'américaine à Cambridge

### Coupe des nations
- 2022
  - 1er de la poursuite par équipes à Cali (avec Davide Plebani, Liam Bertazzo, Jonathan Milan et Francesco Lamon)
  - 1er de l'américaine à Cali (avec Francesco Lamon)
  - 3e de l'américaine à Glasgow
- 2023
  - 2e de la poursuite par équipes à Milton
  - 3e de l'élimination au Caire

### Ligue des champions
- 2022
  - 3e du scratch à Palma

### Championnats d'Europe
| Édition / Épreuve                | Poursuite par équipes | Course aux points | Américaine | Scratch |
| Minsk 2009 (juniors)             |                       |                   | Argent     |         |
| Saint-Pétersbourg 2010 (juniors) | Argent                | Or                |            | Argent  |
| Panevėžys 2012                   | Bronze                |                   |            |         |
| Saint-Quentin-en-Yvelines 2016   | Argent                |                   |            |         |
| Berlin 2017                      | Argent                |                   |            |         |
| Glasgow 2018                     | Or                    |                   |            |         |
| Apeldoorn 2019                   | Argent                | Bronze            |            |         |
| Granges 2023                     |                       |                   | Argent     |         |

### Six jours
- Fiorenzuola d'Arda : 2016 (avec Elia Viviani), 2019 (avec Davide Plebani), 2022 (avec Filippo Ganna), 2023 (avec Elia Viviani)

### Championnats nationaux
- 2009
  - 2e du championnat d'Italie de poursuite juniors
- 2010
  -  Champion d'Italie de poursuite par équipes juniors (avec Liam Bertazzo, Daniele De Danieli et Paolo Simion)
  -  Champion d'Italie de course aux points juniors
  - 3e du championnat d'Italie de l'américaine juniors
- 2011
  - 2e du championnat d'Italie de poursuite par équipes
- 2012
  -  Champion d'Italie de l'américaine (avec Elia Viviani)
  - 2e du championnat d'Italie de poursuite par équipes
  - 3e du championnat d'Italie de l'omnium
- 2013
  -  Champion d'Italie de l'américaine (avec Elia Viviani)
  - 3e du championnat d'Italie de l'omnium
- 2016
  -  Champion d'Italie de poursuite
  - 2e du championnat d'Italie du kilomètre
  - 2e du championnat d'Italie de course derrière derny
- 2017
  - 2e du championnat d'Italie de course derrière derny
- 2018
  -  Champion d'Italie de l'américaine (avec Francesco Lamon)
- 2019
  -  Champion d'Italie de l'américaine (avec Francesco Lamon)
- 2020
  - 2e du championnat d'Italie de l'américaine
  - 2e du championnat d'Italie de course à élimination
- 2021
  -  Champion d'Italie de l'américaine (avec Francesco Lamon)
  - 2e du championnat d'Italie de course aux points
  - 3e du championnat d'Italie du scratch
- 2022
  - 2e du championnat d'Italie de course aux points
  - 2e du championnat d'Italie de poursuite par équipes
  - 2e du championnat d'Italie de l'américaine
- 2023
  -  Champion d'Italie du scratch
  -  Champion d'Italie de poursuite par équipes (avec Francesco Lamon, Elia Viviani et Davide Boscaro)
  -  Champion d'Italie de l'américaine (avec Francesco Lamon)